# Big Big fun
Big Big fun（前身：TVB fun）是由無綫電視推出首個智能手機應用程式，於2011年8月2日正式面世，程式設iOS和Android兩個版本，可供家庭觀眾於指定節目時段內進行互動投票。

## 歷史

### 源起
1980年代中期，TVB已開始以電話連線與觀眾進行互動，1985年舉辦的健美小姐，就為不同佳麗設獨立的投票電話熱線，由於當時音頻電話尚未普及，因此未能提供互動功能。

### 匯應通
直到1990年代中，借助音頻電話及答錄功能，當時TVB和電訊營運商推出名為「匯應通」的服務，可供觀眾進行競猜遊戲和投票，每次電訊商會收取港幣一元的營運費用。

### 無綫互動GIV
直至2004年6月，手提電話連帶短訊服務的普及，TVB推出名為「無綫互動GIV」的服務，讓觀眾以SMS短訊參與節目中的遊戲和票選環節。使用節目包括節目有《NUMBER1紅星陸運會》、《都市閒情》、《娛樂大搜查》、《翡翠音樂幹線》、《勁歌金曲》、《K-100》及《SMS話點就點》。

### tvb interactive
2007年，香港推行免費數碼電視，除了廣播也連帶互動功能，TVB當時向機頂盒和數碼電視生產商發出名為「tvb interactive」的標籤認證，貼有此標籤的產品可以享用到一些互動功能，如礙於廣播條例不能於節目直宣的商號和產品信息，以及互動投票或競猜遊戲等，都可以通過搖控器進行操作。
但TVB推出服務至今一直未見積極推廣。

### TVB Fun / Big Big Fun
及至2011年，由於智能手機的普及，TVB在同年8月推出手機應用程式「TVB Fun」，比較「tvb interactive」最為不同之處是可以讓同一時間收看節目的家庭成員各自作出投票或答案選擇。2017年，「TVB Fun」改名「Big Big Fun」，現在已成為唯一直接與觀眾互動的渠道，節目如劇集、綜藝節目都有被廣泛使用。

## 外部連結
1. ↑  .   [2020-08-09]. （原始内容存档于2021-07-07）.
2. ↑  港姐「普選」失靈 變回「小圈子」
3. ↑  .   [2018-07-02]. （原始内容存档于2018-07-02）.
4. ↑  .   [2018-07-02]. （原始内容存档于2018-07-03）.
5. ↑  .   [2018-07-02]. （原始内容存档于2018-07-03）.
6. ↑  李思穎. . 文匯報. 2004-06-12  [2021-11-17]. （原始内容存档于2021-11-17）.
7. ↑  . 電視廣播有限公司. 2007-11-28  [2021-11-17]. （原始内容存档于2021-11-17）.
8. ↑  . 蘋果日報.
9. ↑  方以文. . 2017-09-04  [2021-11-17]. （原始内容存档于2021-11-17）.